# Smilax aspera
Smilax aspera även taggranka är en enhjärtbladig växtart som beskrevs av Carl von Linné. Smilax aspera ingår i släktet Smilax och familjen Smilacaceae. Inga underarter finns listade.

## Bildgalleri

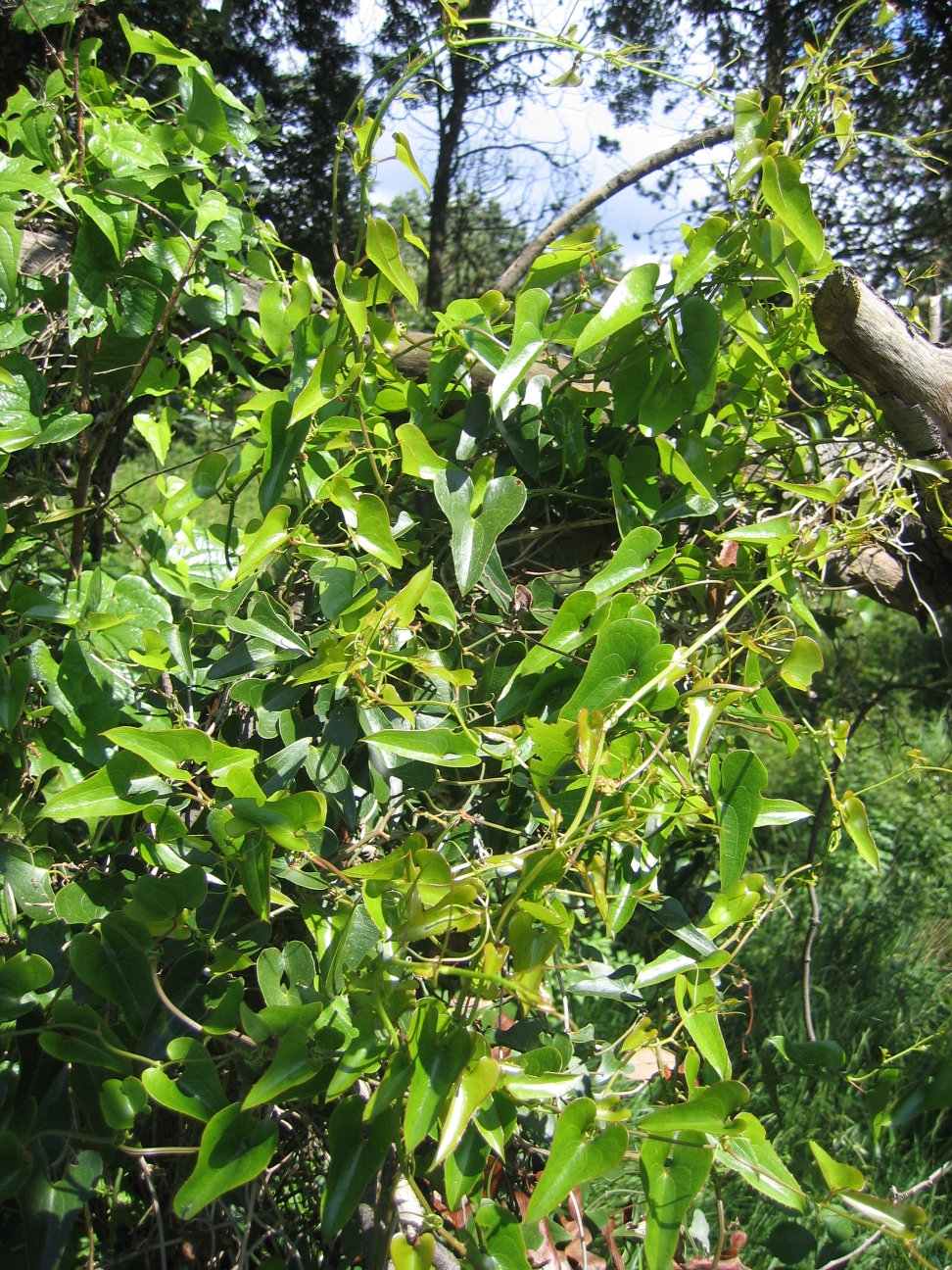
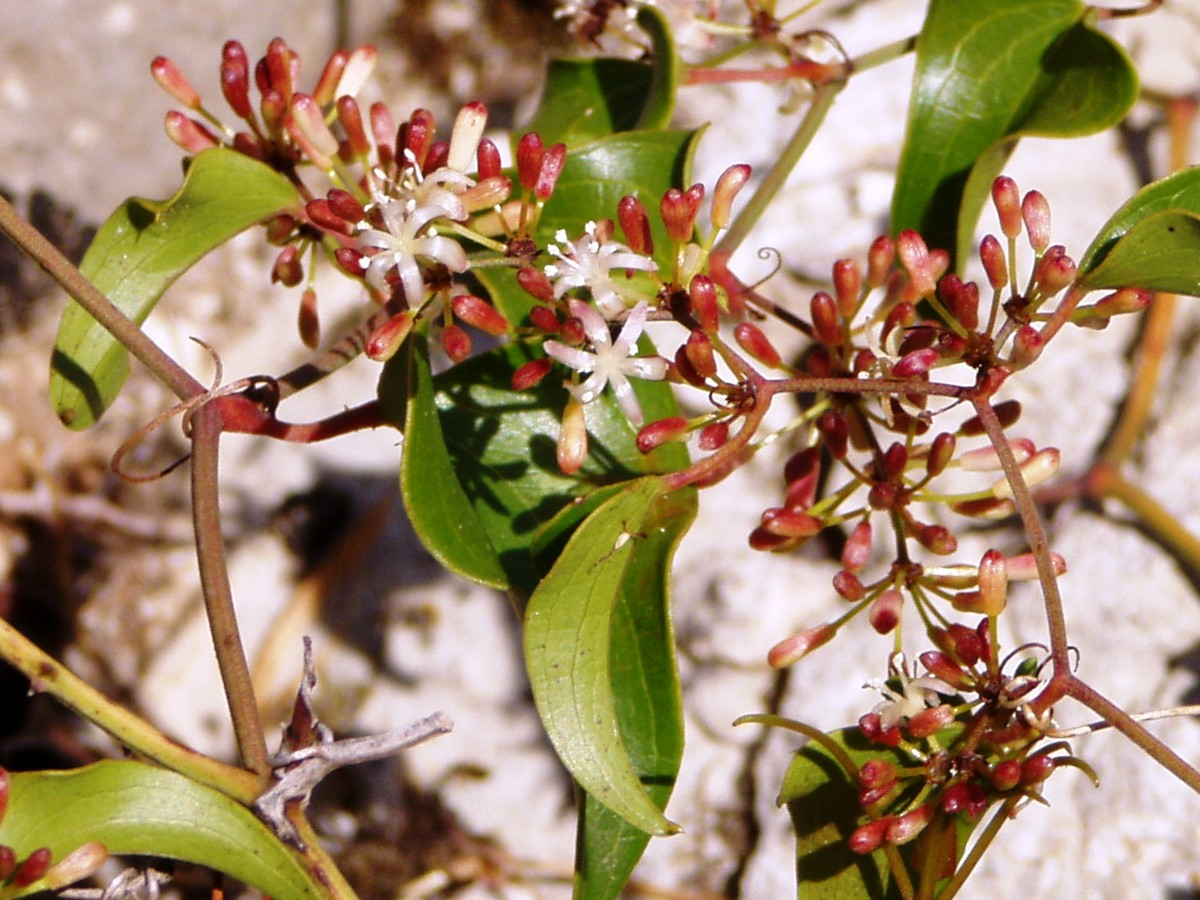
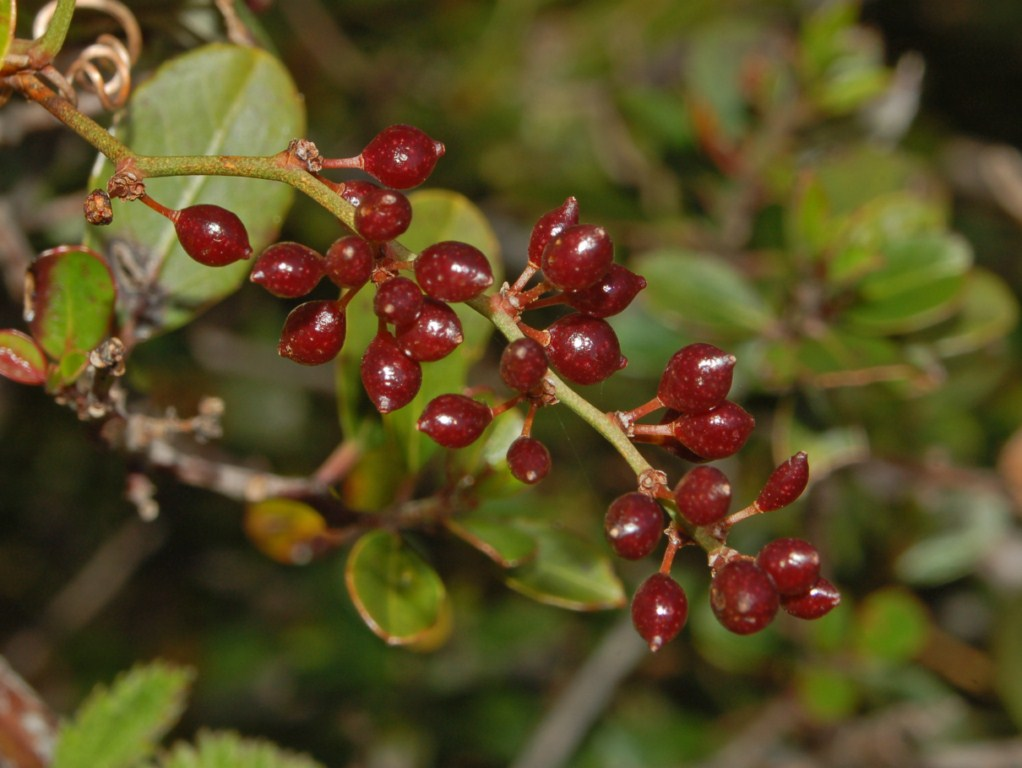
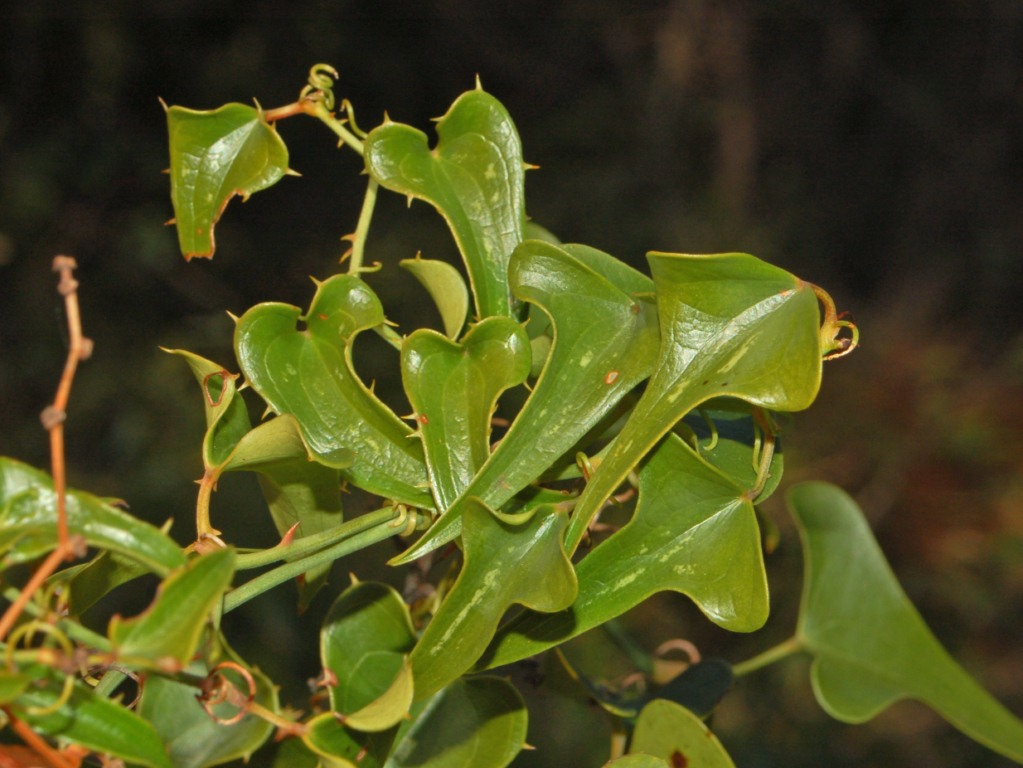
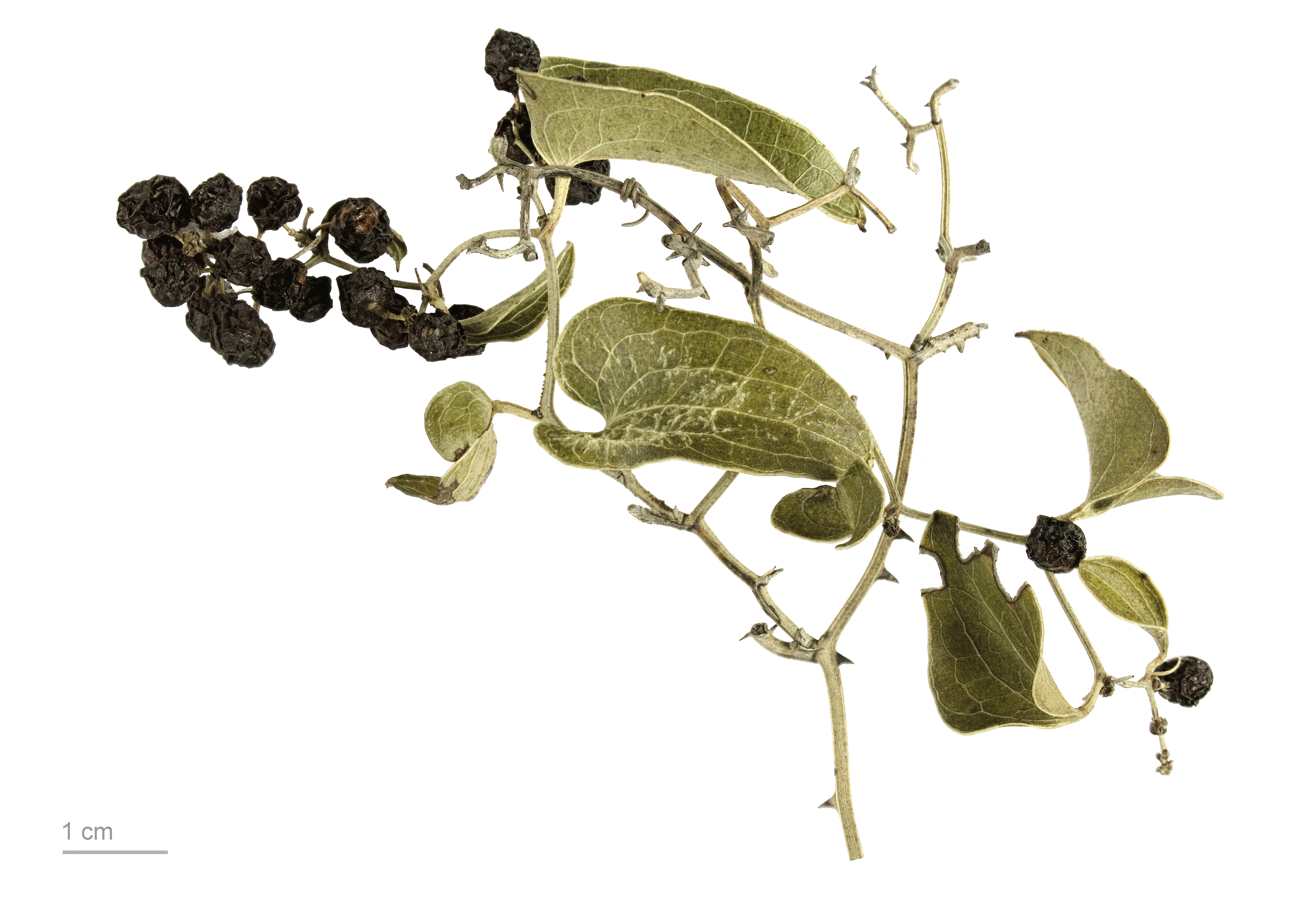